# Citocromo

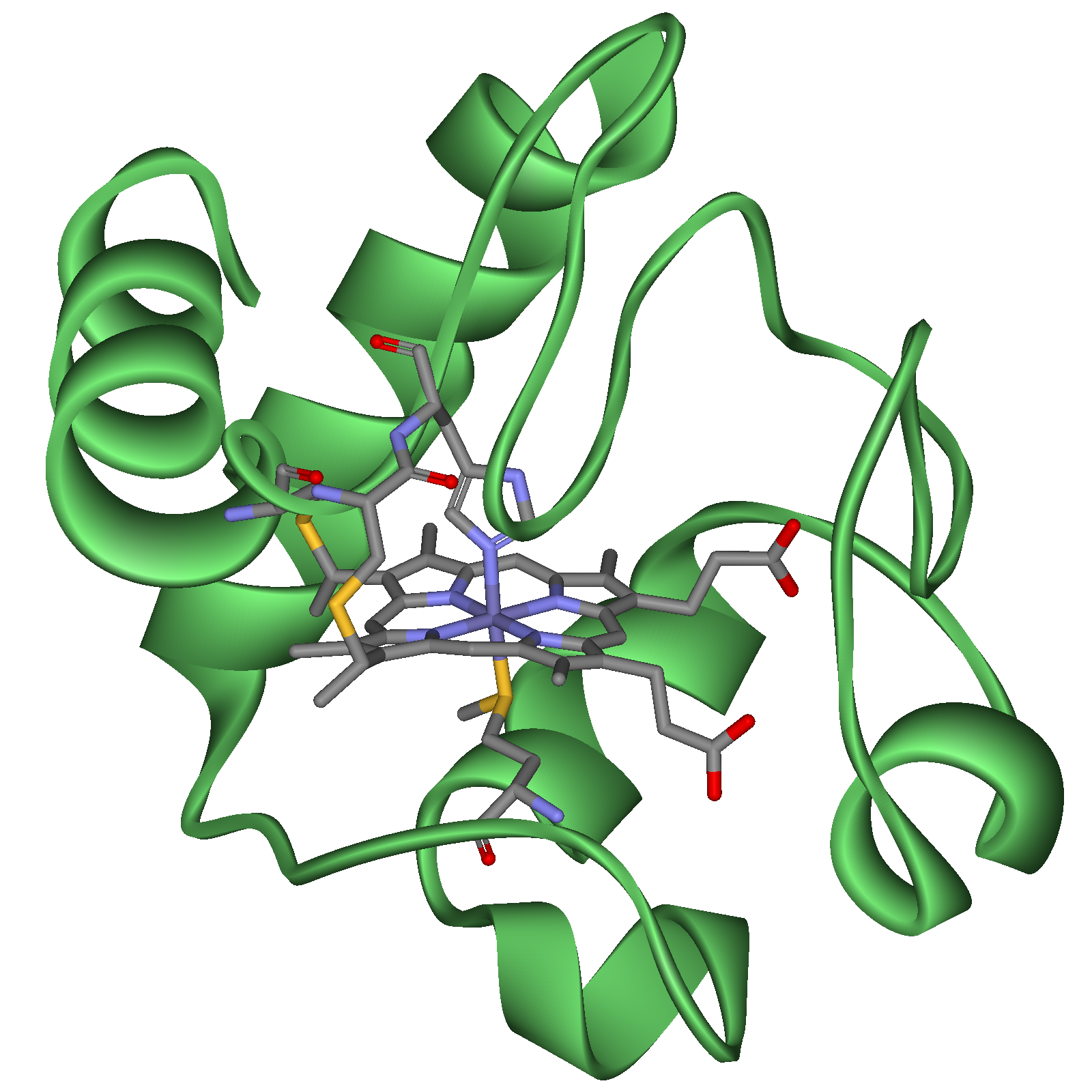
Estructura del citocromo c.

Los citocromos son proteínas que desempeñan una función vital en el transporte de energía química y catalizador de reacciones redox en todas las células vivas. Las células animales obtienen la energía de los alimentos mediante un proceso llamado respiración aeróbica; las plantas capturan la energía de la luz solar por medio de la fotosíntesis. Los citocromos intervienen en los dos procesos.
Se trata de metaloporfirinas (proteínas que tienen un anillo compuesto de 4 pirroles, llamado porfirina, que encierra un átomo metálico por enlaces coordinados), del tipo hemo, es decir, es el hierro, cuyo estado de oxidación varía de +3 a +2, el que forma parte del anillo. El átomo metálico es el que da al citocromo el color oscuro característico. Hay tres grandes tipos de citocromos llamados a, b y c, clasificados en función del espectro de absorción y del tipo de grupo hemo.
- Citocromo b, contienen hierro-protoporfirina IX (existen 15 clases de porfirinas, aunque solo la IX aparece en la naturaleza), conocida como hemo B.

Diagrama esquemático de los dos pasos del transporte de electrones en el complejo III (coenzima Q - citocromo c oxidoreductasa, complejo citocromo bc1) en la cadena de transporte de electrones mitocondrial.

- Diagrama esquemático de los dos pasos del transporte de electrones en el complejo III (coenzima Q - citocromo c oxidoreductasa, complejo citocromo bc1) en la cadena de transporte de electrones mitocondrial.Citocromo c, contienen el grupo hemo C, que a diferencia de los otros hemos se une directamente (y no por enlaces coordinados) a la proteína, concretamente a través de dos cisteínas que forman sendos enlaces tiol.
- Citocromo a, contienen hemo A que es una forma modificada de la protoporfirina IX. Es importante mencionar que los citocromos a de la cadena de transporte están asociados a átomos de cobre, que serán oxidados o reducidos por los átomos de hierro de las porfirinas, pero nunca el cobre formará parte de los grupos hemo.

Los citocromos están incorporados en la membrana celular de las bacterias y en las membranas internas de las mitocondrias (orgánulos presentes en las células animales y vegetales) y de los cloroplastos (que solo se encuentran en las células vegetales). Durante la respiración y la fotosíntesis, las moléculas de citocromo aceptan y liberan alternativamente electrones, que pasan a otro citocromo en una cadena de reacciones químicas llamada transferencia de electrones, que funciona con liberación de energía. Esta energía se almacena en forma de trifosfato de adenosina (ATP). Cuando la célula necesita energía, la toma de sus reservas de ATP.

## Historia
Los citocromos fueron descritos inicialmente en 1884 por Charles Alexander MacMunn como pigmentos respiratorios (miohematina o histohematina). En la década de 1920, David Keilin redescubrió estos pigmentos respiratorios y los llamó citocromos o «pigmentos celulares». Clasificó estas proteínas hemo basándose en la posición de su banda de absorción de energía más baja en su estado reducido, como citocromos a (605 nm), b (≈565 nm) y c (550 nm).  Las firmas espectroscópicas ultravioleta (UV) a visible de hemes todavía se utilizan para identificar el tipo de hemo a partir del estado ligado a bis-piridina reducido, es decir, el método de hemocromo de piridina. Dentro de cada clase, citocromos a, b  o c,  los tempranos citocromos se numeran consecutivamente, p. ej.  cyt c, cyt c1 y cyt c2, siendo los ejemplos más recientes designados por su máximo de banda R de estado reducido, p.e., cyt c559.